# Giuseppe Lepori
Giuseppe Lepori (*2 de junio de 1902; †6 de septiembre de 1968) fue un político suizo, originario de la comuna de Lopagno en el cantón del Tesino, miembro del Partido Demócrata Cristiano (CVP/PDC).

## Carrera
Giuseppe hizo sus estudios en un gymnasium de Lugano. Luego cursó Derecho en la Universidad de Friburgo, donde obtuvo su licencia en 1925.
Diputado en el Gran Consejo tesinés de 1927 a 1940 y consejero municipal de Massagno de 1928 a 1929. Fue vicealcalde de la ciudad de Bellinzona de 1936 a 1940.
En febrero de 1940, Giuseppe entra al Consejo de Estado del cantón del Tesino, tomando el lugar dejado por Enrico Celio, quien fuera elegido al Consejo Federal. Fue director de los departamentos de Policía y Educación hasta 1947, cuando luego de la alianza radical-socialista, debiera tomar los departamentos de Justicia y del Interior.
Presidente del Partido Conservador Democrático Tesinés de 1945 a 1954.

## Consejo Federal
Fue elegido al Consejo Federal el 16 de diciembre de 1954, dejó el cargo el 31 de diciembre de 1959. Durante su mandato, ocupó el cargo de jefe del Departamento Federal de Correos y Ferrocarriles, actualmente conocido como departamento federal del medio ambiente, transportes, energía y comunicaciones, en el que se ocupó principalmente de la reglamentación de la televisión y de la ley sobre los ferrocarriles de 1957.
En 1959 ocupó el cargo de vicepresidente de la Confederación Suiza. El 24 de noviembre de ese mismo año, por culpa de una enfermedad grave, Lepori presenta su demisión con efecto al 31 de diciembre de 1959. Lepori debería haber sido presidente de la Confederación en 1960.